# Against All Odds (2024)
Against All Odds (2024) foi um evento de luta livre profissional produzido pela Total Nonstop Action Wrestling (TNA). Aconteceu em 14 de junho de 2024, no Cicero Stadium em Cicero, Illinois, e foi ao ar pela TNA+. Foi o 13º evento da cronologia Against All Odds.
Dez lutas foram disputadas no evento, incluindo duas no pré-show Countdown to Against All Odds. No evento principal, Moose derrotou "Broken" Matt Hardy em uma luta Broken Rules para reter o Campeonato Mundial da TNA. Em outras lutas proeminentes, Jordynne Grace derrotou Tatum Paxley do WWE NXT para reter o Campeonato Mundial das Knockouts da TNA, Mustafa Ali derrotou Trent Seven para reter o Campeonato da X Division da TNA, e The System (Brian Myers e Eddie Edwards) derrotou The Nemeth Brothers (Nic Nemeth e Ryan Nemeth) para reter o Campeonato Mundial de Duplas da TNA. O evento também foi marcado pelo retorno de Jeff Hardy à TNA.

## Produção

### Introdução
Against All Odds é um evento anual de luta livre profissional produzido pela Total Nonstop Action Wrestling (TNA) entre 2005 e 2012. Em 2013, a TNA interrompeu a maioria de seus eventos mensais pay-per-view em favor dos novos eventos pré-gravados One Night Only. Foi revivido como um episódio especial do Impact! que foi ao ar em 29 de março de 2019. Em 11 de abril de 2024, a TNA anunciou que Against All Odds aconteceria em 14 de junho no Cicero Stadium em Cicero, Illinois.

### Rivalidades
O evento contou com várias lutas de wrestling profissional que envolveram diferentes lutadores de rivalidades, enredos e enredos preexistentes. Os lutadores retrataram heróis, vilões ou personagens menos distinguíveis em eventos roteirizados que criaram tensão e culminaram em uma luta ou série de lutas. As histórias foram produzidas nos programas semanais da TNA, Impact! e Xplosion.
No Rebellion, Moose manteve o Campeonato Mundial da TNA sobre Nic Nemeth. No entanto, quando Moose e seu grupo, The System (Brian Myers, Eddie Edwards e Alisha Edwards), estavam prestes a comemorar, ele foi emboscado por "Broken" Matt Hardy, fazendo sua primeira aparição na TNA desde 2021. No episódio seguinte do TNA Impact!, Hardy e Nemeth se encontraram no ringue - o primeiro deixando claras suas aspirações ao título mundial - enquanto faziam um pacto para "excluir" The System. Mais tarde no evento principal, Edwards derrotou Nemeth antes que The System derrubasse Nemeth com uma cadeira. Nemeth estava programado para participar de uma luta de seis homens no Under Siege, em parceria com Speedball Mountain (Trent Seven e Mike Bailey) contra The System, mas sua lesão subsequente levou Hardy a tomar seu lugar. Infelizmente, The System derrotaria Hardy e Speedball Mountain naquela noite. The System teria uma "Celebração do Campeonato" no seguinte TNA Impact! para comemorar sua vitória no Under Siege e suas conquistas no campeonato (Moose como Campeão Mundial da TNA, Myers e Eddie como Campeões Mundiais de Duplas da TNA e Alisha recentemente se tornando Campeã Mundial de Duplas Knockouts da TNA). Eles foram rapidamente interrompidos por Hardy, deixando claro que ele ainda não havia terminado com eles. Hardy então atacou, mas quando o Sistema quase levou vantagem, eles foram parados por Ryan Nemeth, irmão mais novo de Nic Nemeth. Duas semanas depois, Hardy e Ryan derrotaram Myers e Edwards em uma luta sem título, e quando Moose saiu para participar de um ataque pós-jogo, Nic Nemeth voltou a equilibrar as probabilidades. Após essa luta, o Diretor de Autoridade da TNA, Santino Marella, concederia a Hardy e Ryan uma luta pelo Campeonato Mundial de Duplas da TNA no Against All Odds. No entanto, Hardy deixou claro que estava na TNA pelo título mundial, então Marella concedeu-lhe uma oportunidade contra Moose enquanto dava a luta pelo título de duplas para Ryan e Nic Nemeth.
No TNA Impact! de 9 de maio, Speedball Mountain (Trent Seven e Mike Bailey) derrotaram ABC (Ace Austin e Chris Bey) para determinar quem se enfrentaria em uma partida do Campeonato da Divisão X da TNA contra Mustafa Ali no Against All Odds. Eles se enfrentariam duas semanas depois, onde após uma distração de Ali e interferência de Champagne Singh, Seven derrotou Bailey para se tornar o desafiante número um.

## Resultados
| Nº                                          | Resultados | Estipulações                                                          | Tempo |
| ------------------------------------------- | --- | --------------------------------------------------------------------- | ----- |
| Pré- show                                   | Sami Callihan derrotou Jonathan Gresham                                                                                   | Luta individual                                                       | 2:23  |
| Pré- show                                   | The Malisha (Alisha Edwards e Masha Slamovich) (c) derrotaram The Hex (Allysin Kay e Marti Belle)                         | Luta de duplas pelo Campeonato Mundial de Duplas das Knockouts da TNA | 7:59  |
| 3                                           | Steve Maclin e Mike Santana derrotaram The Rascalz (Trey Miguel e Zachary Wentz)                                          | Luta de duplas                                                        | 12:51 |
| 4                                           | PCO derrotou Rich Swann (com A. J. Francis)                                                                               | Luta individual                                                       | 5:50  |
| 5                                           | The System (Brian Myers e Eddie Edwards) (c) (com Alisha Edwards) derrotou The Nemeth Brothers (Nic Nemeth e Ryan Nemeth) | Luta de duplas pelo Campeonato Mundial de Duplas da TNA               | 12:36 |
| 6                                           | Frankie Kazarian derrotou Joe Hendry                                                                                      | Luta individual                                                       | 7:26  |
| 7                                           | Mustafa Ali (c) derrotou Trent Seven por submissão                                                                        | Luta individual pelo Campeonato da X Division da TNA                  | 15:33 |
| 8                                           | ABC (Ace Austin e Chris Bey) derrotaram Eric Young e Josh Alexander                                                       | Luta de duplas                                                        | 18:17 |
| 9                                           | Jordynne Grace (c) derrotou Tatum Paxley                                                                                  | Luta individual pelo Campeonato Mundial das Knockouts da TNA          | 11:14 |
| 10                                          | Moose (c) (com Alisha Edwards) derrotou "Broken" Matt Hardy                                                               | Luta Broken Rules pelo Campeonato Mundial da TNA                      | 21:32 |
| (c) – Refere-se aos campeões antes da luta. | |                                                                       |       |